# Cochemiea albicans
Cochemiea albicans es una especie de planta suculenta perteneciente al género Cochemiea, dentro de la familia Cactaceae. Es endémica del noroeste de México (Baja California) y anteriormente se le conocía como Mammillaria albicans.

## Descripción

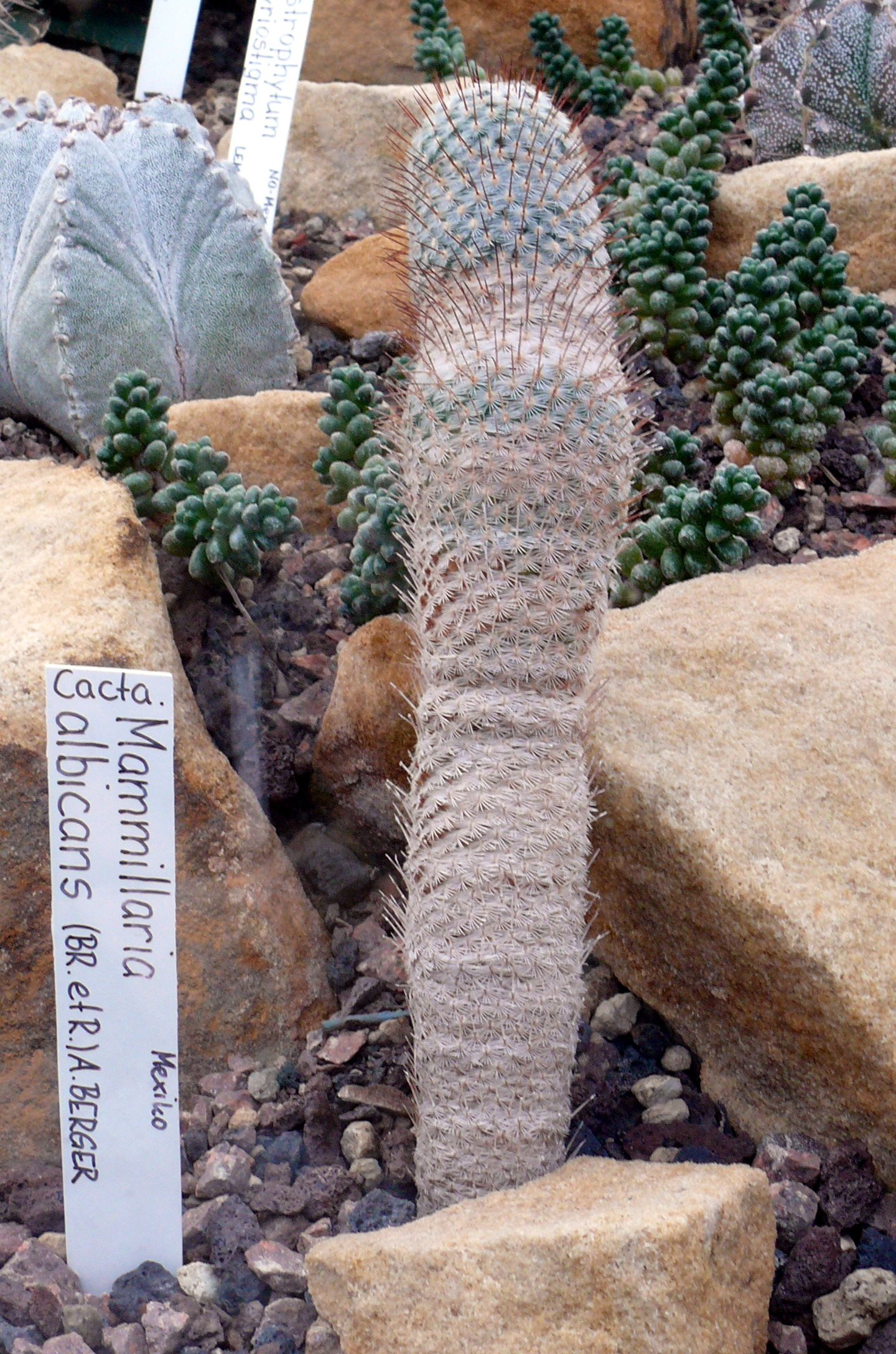
Tallo de la planta

Cochemiea albicans es una especie de cactus que crece ramificándose basalmente y formando grupos. Los tallos son cilíndricos, de color verde pálido y alcanza alturas de hasta 20 cm y diámetros de 6 cm. 
Los tallos están cubiertos de tubérculos cónicos dispuestos en espiral y no producen savia lechosa (látex). Sobre ellos se asientan areolas cubiertas de lana densa, donde se distinguen de 4 a 8 espinas centrales rectas (aunque a veces una de ellas es ganchuda) que miden entre 0,8 y 1 cm de largo y son de color blanco con la punta marrón. También hay de 14 a 21 espinas radiales de color blanco que miden entre 0,5 y 0,8 cm de largo.
Las flores son anchas y en forma de embudo. Miden unos 2 cm de diámetro y son de color blanco a rosa claro con una franja central rosada. Los estilos, de 1 a 1,2 cm de largo, tienen los lóbulos del estigma de color rosa y los estambres son de color rosa con anteras de color amarillo yema. 

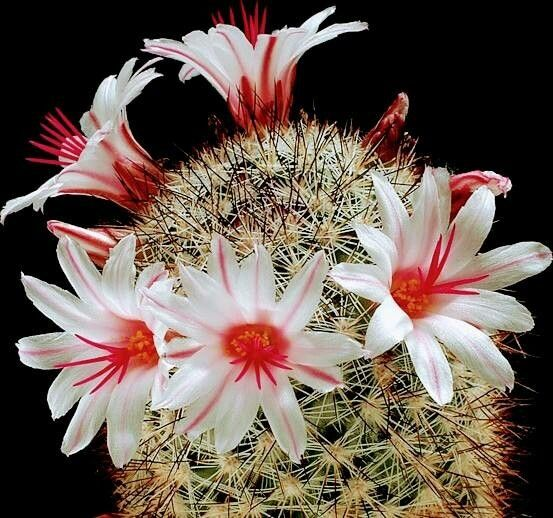
Floración

Los frutos son delgados y en forma de maza. Son de color naranja a rojo y miden de 1 a 1,8 cm de largo. Las semillas son negras y tienen forma de globo.

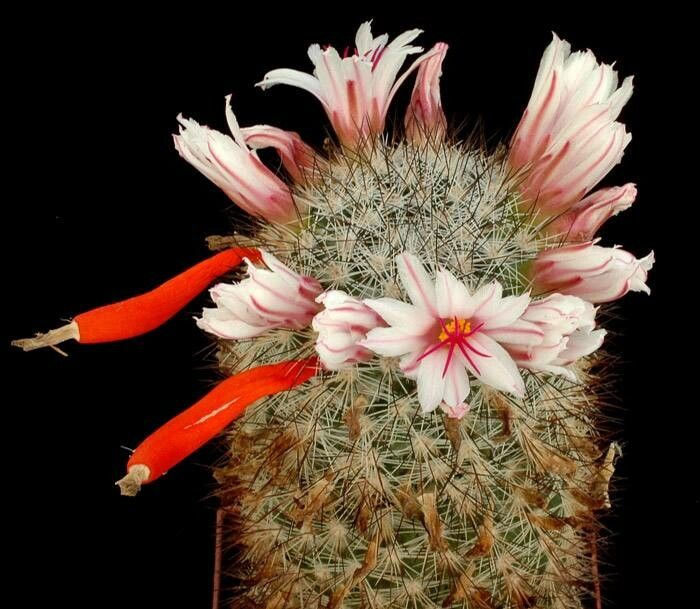
Frutos y flores

## Distribución y hábitat

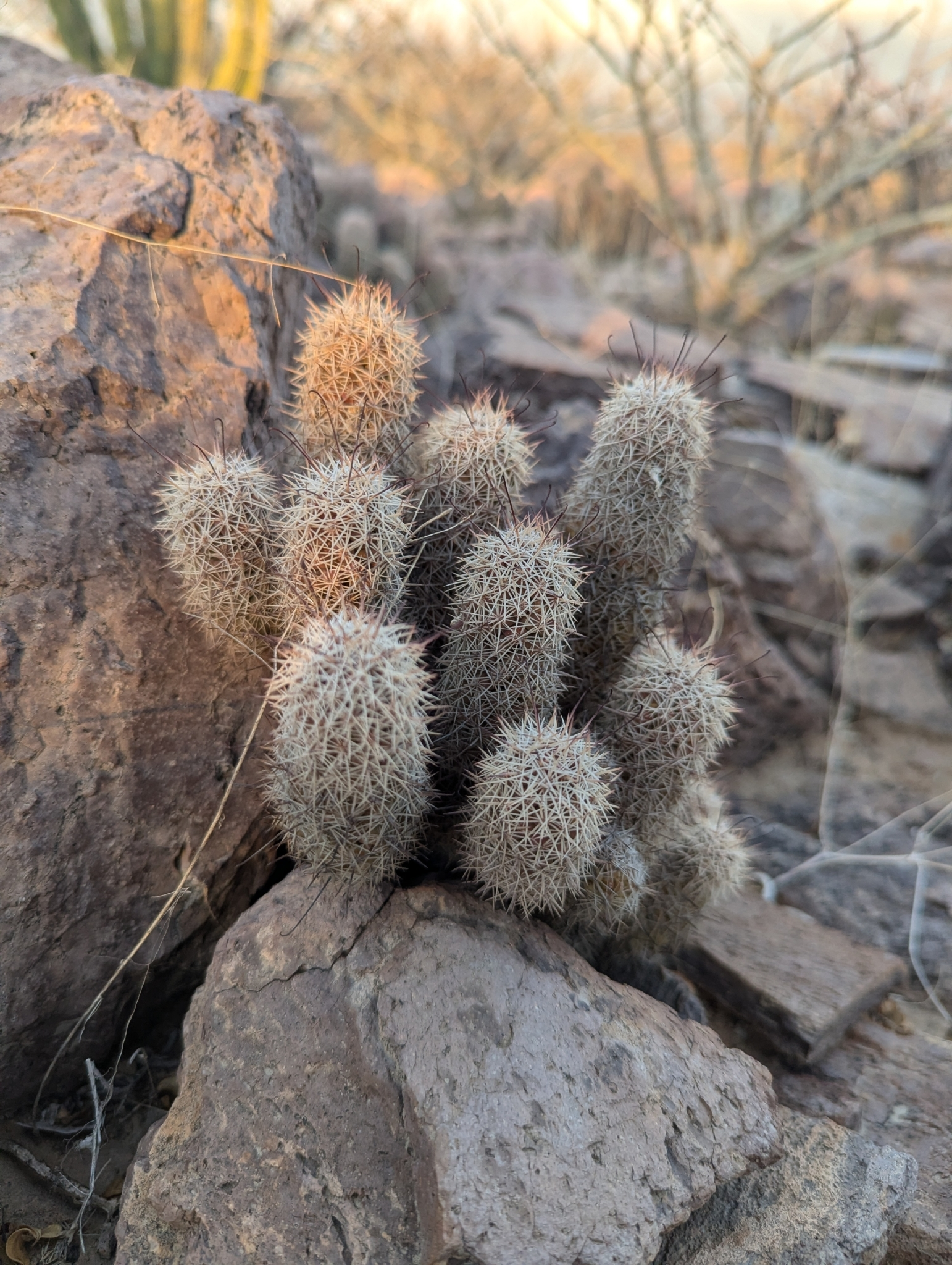
En su habitat

El área de distribución nativa de esta especie es el noroeste de México (Baja California) y crece principalmente en biomas desérticos o de matorrales secos, en suelos calcáreos a altitudes de hasta 200 m.

## Taxonomía
La primera descripción de esta especie fue como Neomammillaria albicans, publicada en 1923 por los botánicos estadounidenses Nathaniel Lord Britton y Joseph Nelson Rose en el libro The Cactaceae; descriptions and illustrations of plants of the cactus family 4: 138.
Posteriormente, los botánicos Peter B. Breslin y Lucas C. Majure colocaron la especie en el género Cochemiea, pasando a llamarse Cochemiea albicans y anotando estos cambios en la revista científica Taxon 70: 318 en el año 2021.
Etimología
- Cochemiea: nombre genérico que hace referencia a la tribu indígena Cochimí, que en el pasado ocupó un gran territorio de Baja California y cuya área es parte del área de distribución natural de este género.
- albicans: epíteto específico latino que significa "blanquecino", haciendo alusión al color de sus tallos.[4]

Sinonimia
- Bartschella albicans (Britton & Rose) Doweld (2000)
- Chilita albicans (Britton & Rose) Orcutt (1926)
- Chilita slevinii (Britton & Rose) Orcutt (1926)
- Mammillaria albicans (Britton & Rose) A.Berger (1929)
- Mammillaria albicans f. dolorensis Lüthy (1992)
- Mammillaria albicans f. slevinii (Britton & Rose) Neutel. (1986)
- Mammillaria slevinii (Britton & Rose) Boed. (1933)
- Neomammillaria albicans Britton & Rose (1923)
- Neomammillaria slevinii Britton & Rose (1923)

## Estado de conservación
En la Lista Roja de Especies Amenazadas de la UICN, la especie está clasificada como de “Preocupación Menor (LC)”.

## Usos
Se cultiva principalmente como planta ornamental y su propagación se realiza a través de esquejes o semillas.

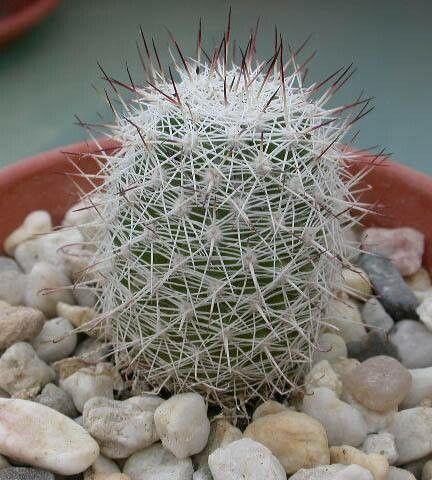
Planta en cultivo